# چهارده پائین
چهارده پائین یک روستا در ایران است که در دهستان باقران واقع شده‌است. چهارده پائین ۲۹ نفر جمعیت دارد.